# 8:2-Fluortelomersulfonsäure
8:2-Fluortelomersulfonsäure (1H,1H,2H,2H-Perfluordecansulfonsäure) ist eine chemische Verbindung aus der Gruppe der Fluortelomersulfonsäuren innerhalb der per- und polyfluorierten Alkylverbindungen (PFAS).

## Vorkommen
8:2-Fluortelomersulfonsäure kann in der Umwelt in Spuren (zum Beispiel in Hausstaub mit einem Gewichtsanteil von maximal 50,2 ng/g) nachgewiesen werden.

## Eigenschaften
8:2-Fluortelomersulfonsäure ist ein weißer geruchloser Feststoff, der löslich in DMSO und Methanol ist.

## Verwendung
8:2-Fluortelomersulfonsäure wurde in Feuerlöschschäumen und als Tensid verwendet. Das Natriumsalz wird außerdem zur Herstellung von anderen Sulfonsäureverbindungen verwendet.

## Verbot
Da die 8:2-Fluortelomersulfonsäure eine Perfluorheptylgruppe enthält und in die Perfluoroctansäure (PFOA) umgewandelt werden kann, erfüllt sie die Definition eines PFOA-Vorläufers laut Stockholmer Übereinkommen bzw. der Verordnung (EU) 2019/1021 und unterliegt somit einem weitreichenden Verbot.